# Tabya
Tabya ou Tabia (em árabe: طابية) é uma comuna localizada na província de Sidi Bel Abbès, Argélia. De acordo com o censo de 2008, a população total da cidade era de 5 761 habitantes.